# 建成区
建成区，是一種地理和市政概念，與都市計畫息息相關，一般指城市中的城市化区域，其面積大小亦能反映一座城市的城市化進程。

## 中国大陆
在中国大陆，《城市规划基本术语标准》（GB/T 50280-98）将“城市建成区（urban built-up area）”定义为“城市行政区内实际已成片开发建设、市政公用设施和公共设施基本具备的地区”。中国大陸统计部门用建成区来反映一个市的城市化区域的大小。具体指一个市政区范围内经过征用的土地和实际建设发展起来的非农业生产建设的地段，包括市区集中连片的部分以及與城市中心有密切關聯的近郊区域，具有基本完善的市政公用设施的城市建设用地（如机场、污水处理厂、通讯电台）。建成區範圍一般是指建成區外輪廓線所能包括的地區，也就是這個城市實際建設用地所達到的邊界範圍，因此，它是一個閉合的完整區域，一城多鎮分散佈點的城市，其建成區範圍則可能由幾個相應的閉合區域組成。

## 英國
英国国家统计署对建成区（built-up area）的定义如下：
建成區是「具有不可逆的城市特徵」，即有鄉村、鎮或城市特徵的土地。它們包括至少20公頃（200,000平方米；49英畝）的建築用地。任何間隔不到200米的非城市空間區域都連接視為同一建成區。

## 美国
美国的城市往往是最低的行政级别，因此在美国建成区比城市辖区大的情况十分常见。但美国没有官方对建成区的定义，只有在人口普查中进行分类。美国人口普查中，City/Town/Township（城市/镇/镇区）是最基础的数据，其上是Urban（城区），这也是最接近建成区的概念，再往上是Metropolitan（都会区），一般包括城区及其所在的县的人口（如果是都会区大于于单个的县，那么Metropolitan的数据就在县之上，反之则是在县之下），最大的是CSA（联合统计区），会把一些小型都会区并入大都会区或把几个都会区合并。
以洛杉矶举例，城市辖区（City of Los Angeles）的人口是390万，市区/建成区（Urban）是1215万，都会区（Metropolitan）是1310万（包括了如文图拉县、洛杉矶县、橙县等县份但不包括圣迭戈都会区），CSA人口则高达1820万人，因为CSA包含洛杉矶和圣迭戈两大都会区。